# Neetzka
Neetzka é um município da Alemanha, situado no distrito de Mecklenburgische Seenplatte, no estado de Mecklemburgo-Pomerânia Ocidental. Tem 13,37 km² de área, e sua população em 2019 foi estimada em 213 habitantes.